# Radar meteorologico

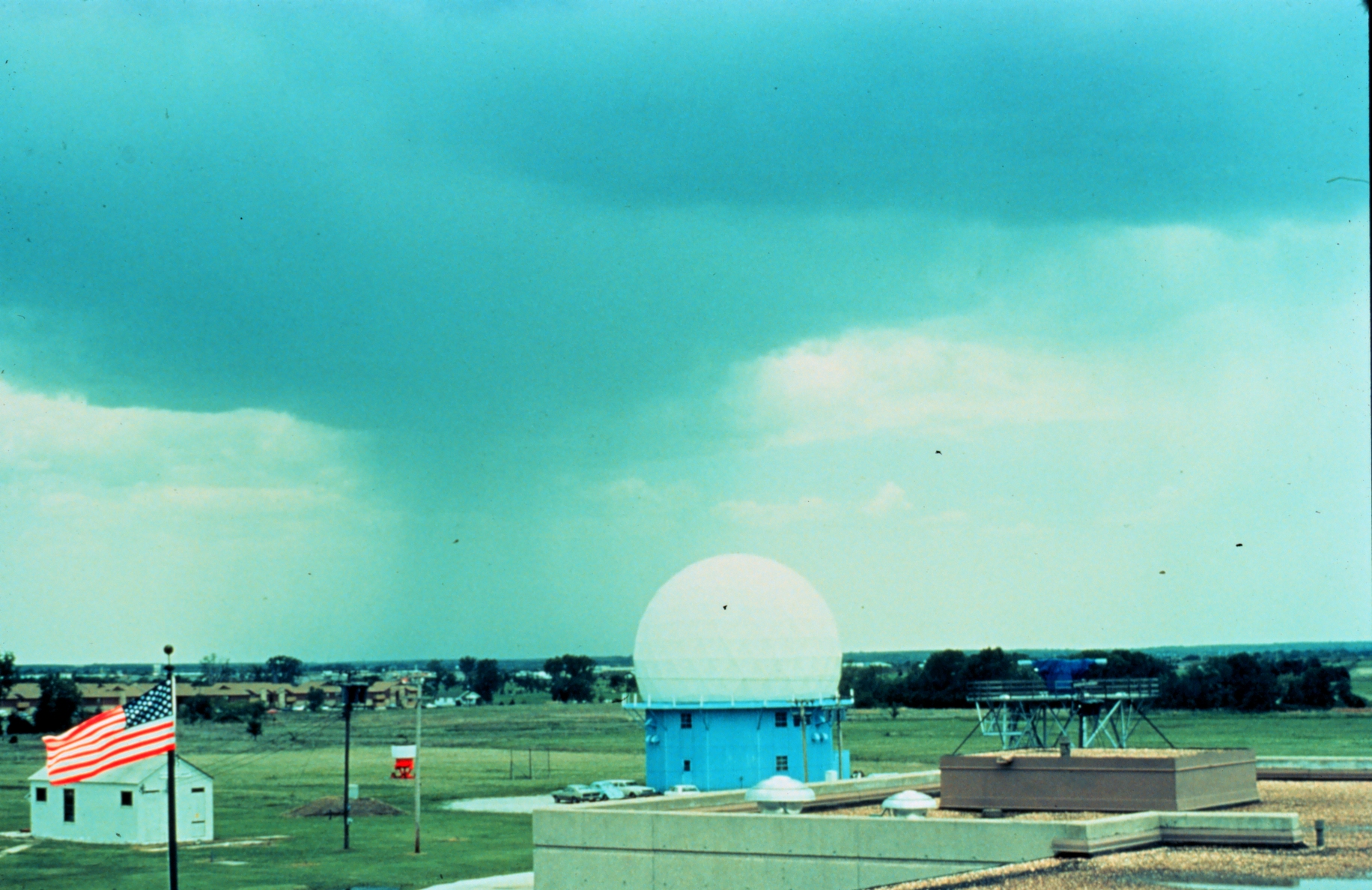
Radar meteorologico di Norman, Oklahoma (fonte: NOAA - l'involucro bianco sferico in radome è una protezione del radar interno contro le intemperie)

Un radar meteorologico è un particolare tipo di radar utilizzato in meteorologia per la rilevazione delle idrometeore (pioggia, neve, grandine o pioggia ghiacciata) permettendo di calcolarne il moto, valutarne il tipo, l'intensità e predirne posizione futura e relativa intensità, specie nelle previsioni meteorologiche a brevissima scadenza (nowcasting). 

## Descrizione

### Tipologie

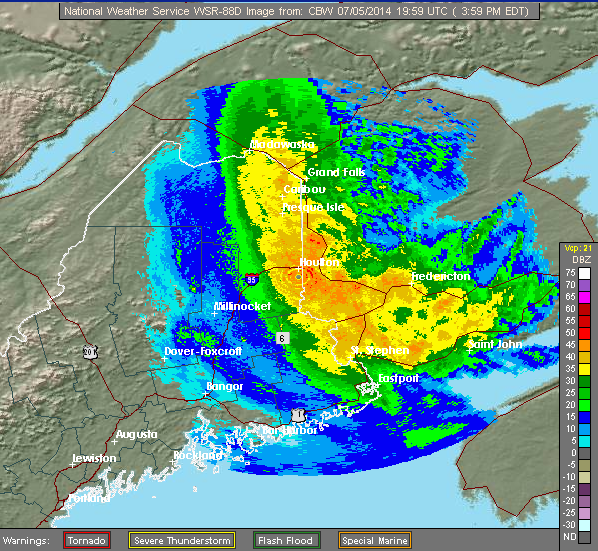
Immagine radar meteorologico con aree di precipitazione (dettaglio)

1. radar Doppler: sono in grado di misurare la componente radiale della velocità del vento;
2. radar polarimetrici: sfruttano l'informazione sulla polarizzazione del segnale riflesso per stimare in maniera particolarmente accurata l'intensità della precipitazione.

I radar meteorologici moderni sono soprattutto del tipo radar Doppler, in grado di rilevare il moto delle goccioline di pioggia o cristalli di neve e determinare l'intensità della precipitazione. Entrambi i tipi di dati possono essere analizzati per determinare la struttura dei temporali e la loro capacità di creare tempo fortemente perturbato o addirittura pericolo per la navigazione aerea. La diffusione dei dati sul tempo in atto tramite il radar e la previsione meteorologica a brevissima scadenza (meno di tre ore) sono dette nowcasting.

### Principio di funzionamento
I radar meteo inviano impulsi direzionali di radiazione a microonde, per la durata di un microsecondo, utilizzando un klystron, tubo collegato da una guida d'onda a un'antenna parabolica. Le lunghezze d'onda da 1 a 10 cm sono circa dieci volte il diametro delle particelle di ghiaccio o goccioline di interesse, perché lo scattering di Rayleigh si verifica a queste frequenze. Ciò significa che la parte di energia di ogni impulso di rimbalzo fuori queste piccole particelle, torna in direzione della stazione radar. Dopo aver inviato un impulso, lo strumento rimane ad ascoltare eventuali segnali di ritorno per circa un millisecondo: quest'attesa è necessaria per assicurarsi di evitare qualsiasi tipo di interferenza. La distanza di eventuali precipitazioni può essere quindi calcolata tenendo conto che le onde emesse dal radar viaggiano alla velocità della luce.

### Risoluzione

Immagine grande radar meteorologico con aree di precipitazione ed evoluzione barometrica

La risoluzione del radar è limitata dalla distanza; infatti, ogni onda emessa in una direzione occupa un volume di spazio maggiore man mano che si allontana dalla sorgente, e quindi lo strumento può essere molto preciso a corto raggio ma perde rapidamente dettaglio. Ostacoli orografici quali montagne, ma anche costruzioni, possono inoltre rendere impossibile il rilevamento di precipitazioni in certe aree, o fornire dati errati.

### Utilizzo
L'uso più frequente del radar si trova negli aeroporti come supporto al controllo e sicurezza del traffico aereo così come in ambito di ricerca meteorologica per lo studio dei fenomeni atmosferici violenti o nella gestione del territorio per la prevenzione di eventi meteorologici estremi come alluvioni, o per seguire l'andamento di eventi quali tornado o uragani. Si tratta dunque di uno strumento meteorologico principalmente diagnostico di rilevazione al pari di satelliti meteorologici e stazioni meteorologiche con ulteriore uso prognostico.
Attraverso l'analisi dei dati a seguito di un evento precipitativo, il radar può anche fungere da pluviometro e fornire la stima della quantità di precipitazioni cadute in una determinata area, trovando quindi applicazioni nell'idrologia e monitoraggio dei bacini.